# Фолках
Фолках (њем. Volkach) град је у њемачкој савезној држави Баварска. Једно је од 31 општинског средишта округа Кицинген. Према процјени из 2010. у граду је живјело 9.226 становника. Посједује регионалну шифру (AGS) 9675174.

## Географски и демографски подаци
Фолках се налази у савезној држави Баварска у округу Кицинген. Град се налази на надморској висини од 203 метра. Површина општине износи 60,2 km². У самом граду је, према процјени из 2010. године, живјело 9.226 становника. Просјечна густина становништва износи 153 становника/km².